# ۲٬۴٬۶-تری‌کلروآنیزول
۲،۴،۶-تری‌کلروآنیزول (به انگلیسی: 2,4,6-Trichloroanisole) با فرمول شیمیایی C۷H۵Cl۳O یک ترکیب شیمیایی است. که جرم مولی آن ۲۱۱٫۴۷ g/mol می‌باشد. 